# Rosie Cooper
Rosemary Elizabeth Cooper, née le 5 septembre 1950 à Liverpool, est une femme politique britannique, membre du parti travailliste. Elle est députée pour West Lancashire de 2005 à 2022.

## Jeunesse et carrière
Elle est née à Liverpool, fille de parents sourds. Elle étudie à l'école primaire catholique de St Oswald, à Old Swan, et au lycée du couvent de Bellerive et à l'université de Liverpool.
Elle travaille d'abord pour la société W. Cooper Ltd de 1973 à 1980, avant de rejoindre Littlewoods en tant qu'acheteur, puis en 1994, elle devient directrice des relations publiques, puis en 1995, responsable de la communication du groupe. Elle est coordinatrice de projet en 1999, avant de quitter Littlewoods en 2001, lorsqu'elle est nommée directrice du Merseyside Centre for the Seaf.
Elle est membre de la Liverpool Health Authority et occupe le poste de vice-présidente entre 1994 et 1996. En 1996, elle est présidente du Liverpool Women's Hospital. Elle est également administratrice de la Fondation de lutte contre le cancer du poumon "Roy Castle".

## Libérale puis travailliste
Elle est élue au conseil municipal de Liverpool à l'âge de 22 ans en tant que conseillère libérale en 1973 et, est maire de la ville de Liverpool de 1992 à 1993. Elle se retire du conseil municipal en 2000.
Elle fait sa première campagne à Westminster aux élections générales de 1983, après avoir été sélectionnée pour la circonscription de Liverpool Garston, tenue par les conservateurs. Elle termine en troisième position, avec plus de 14 000 voix derrière le vainqueur Eddie Loyden.
Ensuite, elle se présente à l'élection partielle de Knowsley North en 1986, à la suite de la démission du député travailliste Robert Kilroy-Silk, qui est devenu Animateur de télévision. Lors de l'élection partielle, les travaillistes conservent leur siège. George Howarth obtient une confortable marge de 6 724 voix. Quelques mois plus tard, lors des Élections générales britanniques de 1987,elle est à nouveau battue par Howarth.
Aux élections générales de 1992, devenue libérale-démocrate, elle arrive deuxième à Liverpool Broadgreen, avec 7 027 voix de retard sur la candidate travailliste Jane Kennedy, mais devant l'ancien député travailliste Terry Fields.
De 1973 à 1984, elle est conseillère du quartier Broadgreen. De 1986 à 2000, Cooper représente le quartier d'Aigburth. En 1999, elle passe au Parti travailliste. Elle se présente aux élections au Parlement européen en 2004 pour les travaillistes du Nord-Ouest.

## Carrière parlementaire
Cooper devient la candidate du parti travailliste sur une liste restreinte exclusivement composée de femmes, dans la circonscription de West Lancashire lors de l'élection générale de 2005, à la suite du départ à la retraite du député en exercice Colin Pickthall. Elle est élue pour la première fois à la Chambre des communes à sa cinquième tentative avec une majorité de 6 084 voix. Elle prononce son premier discours le 24 mai 2005. En septembre 2005, Cooper, dans le cadre des Amis travaillistes d'Israël, effectue une visite officielle de travail en Israël.
Depuis 2005, elle est membre du comité des affaires d'Irlande du Nord et participe à la campagne réussie qui met fin à la fusion des hôpitaux de Southport et d'Ormskirk. En juin 2006, elle devient secrétaire parlementaire privé de Lord Rooker, ministre de l'Environnement, de l'Alimentation et des Affaires rurales.
En 2007, elle est secrétaire privée parlementaire de Ben Bradshaw comme ministre d'État au ministère de la Santé jusqu'en 2009, puis comme secrétaire d'État à la Culture, aux Médias et aux Sports. Elle est membre du comité parlementaire mixte sur la santé.
En août 2013, elle est l'une des rares députées travaillistes à voter contre le projet de loi sur le mariage des couples de même sexe, qui est finalement adopté avec le soutien de plusieurs partis.
Le 26 octobre 2017, Christopher Lythgoe, un homme âgé de 31 ans, associé au groupe terroriste néo-nazi proscrit National Action, est inculpé d'incitation au meurtre de Cooper.
En septembre 2022, elle accepte la présidence du Mersey Care NHS Foundation Trust et démissionne de son mandat parlementaire.